# Биогаз
Биогаз е горивен газ, който се получава при организирана ферментация на биологични продукти в анаеробна (без наличие на кислород) среда. Получаваният в природата при естествена ферментация газ се нарича „блатен газ“.
Тази статия се описва газ с биогенен произход, произведен технически чрез анаеробна ферментация в биогазови инсталации.

## Производство
В промишлен мащаб производството на биогаз се извършва в т.нар. биогазови инсталации. Това са съоръжения, състоящи се от хранилище за субстрата, един или два последователно свързани анеробни ферментора, хранилище за биогаз и лагуна за остъците след ферментацията.

## Състав и свойства
Биогазът се състои основно от метан, въглероден двуокис и малки количества вода и сероводород, следи от азот, кислород, водород (таблица 1). Този състав зависи предимно от съотношението на белтъчини, мазнини и въглехидрати в субстрата и по-малко от настройките на технологичния процес. Отклонения в състава на биогаза по време на ферментацията са резултат от и служат за интерпретация на смущения в биохимичните процеси в микробиологичния консорциум в реактора, при непроменен състав на захранващия субстрат.
| съставка           | хим. формула | мерна ед. | концентрация |
| метан              | CH4          | % обем    | 50 – 75      |
| въглероден двуокис | CO2          | % обем    | 25 – 45      |
| вода               | H2O          | % обем    | 2 – 7        |
| сероводород        | H2S          | ppm       | 20 – 20000   |
| азот               | N2           | % обем    | <2           |
| кислород           | O2           | % обем    | <2           |
| водород            | H2           | % обем    | <1           |

## Суровини за получаване
За производството на биогаз могат да бъдат използвани органични комунални и селскостопански отпадъци, органични отпадъци от хранително-вкусовата промишленост, както и целенасочено отгледани енергийни растения (таблица 2). С тези органични материали, т.нар. субстрати, се извършва контролираното захранване на биогазовата инсталация. В практиката добивът на биогаз може да бъде повлиян от технологичния процес и отклоненията от качеството на съхранение и силиране на субстратите, както и от флуктуациите в техния състав (променливо съотношение C:N:P). Посочените данни са осреднени и статистически потвърдени стойности от практиката и лабораторни измервания.
| субстрат                                   | сухо вещество, [%] | органично сухо вещество, [% от сухото вещество] | добив биогаз, [норм л/кг органично сухо вещество] | съдържание на метан, [%] |
| Селскостопански торове                     |                    |                                                 |                                                   |                          |
| птичиа тор                                 | 40                 | 75                                              | 500                                               | 55                       |
| говежда тор                                | 25                 | 85                                              | 450                                               | 55                       |
| говежда тор, течна                         | 10                 | 80                                              | 380                                               | 55                       |
| свинска тор, течна                         | 6                  | 80                                              | 420                                               | 60                       |
| Енергийни растения                         |                    |                                                 |                                                   |                          |
| смес царевица и кочан (CCM corn-cob-mix)   | 65                 | 98                                              | 730                                               | 52                       |
| силаж от фуражно цвекло                    | 16                 | 90                                              | 700                                               | 52                       |
| силаж от зърнени растения                  | 35                 | 95                                              | 620                                               | 53                       |
| зърно, мляно                               | 85                 | 97                                              | 730                                               | 52                       |
| силаж от треви                             | 35                 | 90                                              | 600                                               | 53                       |
| силаж от незряла ръж                       | 25                 | 90                                              | 600                                               | 53                       |
| силаж от детелина                          | 30                 | 90                                              | 580                                               | 55                       |
| силаж от детелина и люцерна                | 30                 | 90                                              | 530                                               | 55                       |
| царевица на зърно, мляно                   | 87                 | 98                                              | 730                                               | 52                       |
| силаж от озеленителни треви                | 50                 | 85                                              | 200 – 400                                         | 50                       |
| силаж от царевица, цяло стъбло             | 35                 | 95                                              | 650                                               | 52                       |
| силаж от слънчоглед                        | 25                 | 90                                              | 520                                               | 57                       |
| силаж от сорго и просо                     | 28                 | 90                                              | 610                                               | 52                       |
| пшенична слама, 10 мм, след преработка     | 86                 | 90                                              | 400                                               | 52                       |
| силаж от захарно цвекло                    | 23                 | 90                                              | 700                                               | 52                       |
| Органични промишлени остатъци              |                    |                                                 |                                                   |                          |
| комунални органични отпадъци               | 40                 | 50                                              | 615                                               | 60                       |
| отпадъци от зърнопреработка                | 88                 | 85                                              | 650                                               | 60                       |
| зърнени отпадъци след алкохолна дестилация | 6                  | 94                                              | 700                                               | 55                       |
| глицерин, 99%, 1,3 кг/л                    | 100                | 99                                              | 850                                               | 50                       |
| картофени отпадъци след алкохолна дест.    | 6                  | 85                                              | 670                                               | 54                       |
| соеви трици, 15% остатъчно олио            | 92                 | 87                                              | 660                                               | 60                       |
| хранителни органични отпадъци              | 16                 | 87                                              | 680                                               | 60                       |

Определянето на добива на биогаз от даден субстрат може да бъде извършено чрез така наречения Batch-метод, непрекъсната ферментация в лабораторни условия или чрез директно изчисление.
При Batch-метода се извършва анаеробна ферментация на определен субстрат при мезофилна температура (37± 2 °C) с инокулум, в съотношение с органичното сухо вещество 0,5. Обемът на сумарно произведения биогаз се определя, докато той престане да бъде отделян, обикновено за около 25 дни (VDI 4630, 2006). Получените резултати се различават от тези, постигани в практиката. Предимствата на този метод са в несложното техическо изпълнение и ниска енергоемкост, възможност за стандартизиране и сравнение на резултатите за различни субстрати за кратък период от време (в рамките на 30 – 50 дни). По този начин се постига ориентировъчно определяне на икономическата приложимост на субстрата чрез определяне на максималния добив на биогаз. Методът не предоставя директна информация за времето на престой и количеството нужно за захранване на биогазови инсталации. Тази информация се получава чрез анаеробна ферментация в лабораторни условия, така наречената непрекъсната ферментация.
Непрекъснатата ферментация се извършва в темперирани, добре хомогенизирани ферментори в лабораторен мащаб. Целта е да се симулират възможно най-добре условията в биогазовата инсталация, за да се проведат оптимизация на техническите параметри, добива на биогаз от даден субстрат или от смеси на субстрати, димензиониране на биогазови инсталации и не на последно място – научни изследвания. Предимствата са контролирани параметри в широк диапазон от вариации, относително бързо нискорисково изследване на критични ситуации и тяхното решение, симулации на време на престой на субстрата във ферментора, изследване на биологичните патраметри в системата. Този вид ферментация е технически и финанасово трудоемка, трудно се стандартизират и повтарят резултатите в случай на нужда.
Директното изчисление на потенциалния добив на биогаз с помощта на математически формули и анализи на състава на субстратите имат предимството, че са лесни за изпълнение, дават бърз резултат и са много по-евтини, особено при наличие на данни за състава на стандартизирани субстрати, които в повечето случаи липсват, поради разнородните природа, произход и начин на съхранение на субстратите. В тези случаи е необходимо създаването на математически модел и негвото валидиране. Въпреки всичко математическите изчисления намират приложение в ориентировъчния избор на комбинации от субстрати и планирането на анеребни ферментации в лабораторен мащаб. Така например с уравнението на Buswell може да бъде изчислено съдържанието на метан и въглероден диоксид в биогаза.
СnHaObNd + (n-a/4-b/2+3d/4)*H2O = (n/2-a/8+b/4+3d/8)*CO2 + (n/2+a/8-b/4-3d/8)*CH4 + dNH3, [mol] (Buswell and Hatfield, 1936).
Понеже точният състав на субстрата почти никога не е известен, се прави анализ на Weender. С получените резултати и със стойностите на специфичния добив на биогаз от отделните групи вещества се изчислява потенциалът на дадения субстрат (Döhler et al., 2013).
| вещество             | биогаз [л/кг сухо вещество] | метан [%] |
| усвоими белтъчини    | 600 – 700                   | 70 – 75   |
| усвоими мазнини      | 1000 – 1250                 | 68 – 73   |
| усвоими въглехидрати | 700 – 800                   | 50 – 55   |

Обемът на добития биогаз зависи от температурата, налягането, водното му съдържание. Поради тази причина и за да се направи възможно сравнение на добива при различни условия и производители, обемът се преизчислява при нормални условия чрез уравнението на Ван дер Ваалс. Освен това е задължително да се посочи спрямо кой параметър е зададен добивът – ХПК (химична потребност от кислород, СОD), прясно, сухо или органично вещество.

## Видове технологична анаеробна ферментация
Според вида, състава и водното съдържание на субстрата се прилагат различни видове анаеробни ферментори. Ключовите параметри на ферменторите са обобщени в таблица 4.
| показател                                | описание          | интервал  |
| брой на степените                        | едностепенен      |           |
| брой на степените                        | двустепенен       |           |
| брой на степените                        | многостепенен     |           |
| съдържание на сухо вещество на субстрата | мокра ферментация | < 15%     |
| съдържание на сухо вещество на субстрата | суха ферментация  | > 15%     |
| начин на захранване                      | непрекъснато      |           |
| начин на захранване                      | прекъснато        |           |
| температура на процеса                   | психрофилен       | < 20ºС    |
| температура на процеса                   | мезофилен         | 30 – 37ºС |
| температура на процеса                   | термофилен        | 55 -60ºС  |

Ферментационният процес може да бъде разделен на две или повече степени, в зависимост от това дали, поради особености в съдържанието на субстрата, не се налага разделяне на биохимичните процеси в различни, последователно свързани ферментори. Този прийом се прилага, за да бъдат избегнати или смекчени проблеми, като образуване на пяна, оптимално разграждане на инхибиторни за метаногенните микроорганизми съставки или ускоряване на хидролизата на полимери. Едностепенните биогазови инсталации са най-често срещани.
Съдържанието на сухо вещество в захранващия субстрат определя и консистенцията на ферменторната маса. Това играе важна роля за правилния подбор на вида на реактора и системата за захранване и хомогенизиране. Така например при ферментацията на течни субстрати може да се образува плаващ слой, който, ако не бъде хомогенизиран навреме, води до смущеня в отделянето на произведения биогаз и впоследствие до образуването на пяна. Друг проблем, който може да възникне при липса на оптимално хомогенизиране, е образуването „джобове“ в реактора, където субстратът преминава директно в преливника, без да бъде разграден. Това води до понижаване на добивите на биогаз и до увеличаване не емисиите на метан от лагуната вследствие на повишената постферментация на остатъчния материал.
Най-често захранването е непрекъснато или по-точно, се извършва на кратки интервали, като в същото време чрез преливника се отделя натрупаната ферментирала маса. Според скоростта на разграждемост на субстрата и неговото количество се изчислява и работния обем на ферментора, с цел да се осигури достатъчно време на престой на субстрата до почти пълното му преобразуване в биогаз (80 – 90%). Често преди захранването субстратът се смесва с остатъчен материал от ферментора. При прекъснатото захранване (batch-модус) твърдите отпадъци се натрупват във ферментора (контейнер) и се оставят да престоят там, без да бъдат хомогенизирани, т.е. прилага се ферментация чрез перколация. При този вид субстрати степента на разграждане е далеч по-ниска и остатъците се подлагат на компостиране, преди да бъдат използвани за наторяване.
Предлаганите на пазара биогазови инсталации са с мезофилен или термофилен температурен режим. Предимството на мезофилната ферментация е в устойчивата на промени микробиологична среда. Това позволява бързото възстановяване на оптимален режим на работа на биогазовата инсталация след технически проблеми. При термофилните ферментации биологичната активност на микроорганизмите е по-висока и могат да се постигнат по-бързи и високи добиви на биогаз, но за сметка на това микроорганизмите са много по-чувствителни на промени в температурата, която по възможност трябва да не варира повече от ±2ºС. Психрофилната анаеробна ферментация протича бавно, не е подходяща за много от субстратите и няма икономическо значение.
В практиката се срещат много разработки на биогазови инсталации от смесен характер, комбиниращи гореспоменатите параметри. Няколко примера за твърда ферментация са посочени в таблица 5.
| технологичен метод | захранване  | вид             | производител                                                                    | степен на разработка |
| хоризонтален       | непрекъснат | Kompogas        | www.hz-inova.com                                                                | на пазара            |
| силажен            | непрекъснат | Dranco          | www.ows.be                                                                      | на пазара            |
| силажен            | непрекъснат | ATF             | www.kriegfischer.de                                                             | пилотен мащаб        |
| силажен            | непрекъснат | Valorga         | www.valorgainternational.fr Архив на оригинала от 2021-12-27 в Wayback Machine. | на пазара            |
| силажен            | непрекъснат | Järna, Schweden | www.mtt.fi                                                                      | пилотен мащаб        |
| перколация         | непрекъснат | BioPercolat     | www.wehrle-umwelt.com                                                           | на пазара            |
| перколация         | прекъснат   | Bekon           | www.bekon.eu                                                                    | на пазара            |
| перколация         | прекъснат   | Bioferm         | www.biofermenergy.com                                                           | на пазара            |
| перколация         | прекъснат   | Loock-TNS       | Loock Consultants Helektor GmbH                                                 | на пазара            |
| перколация         | прекъснат   | 3-A             | www.3a-biogas.com                                                               | на пазара            |
| натрупване         | прекъснат   | Aufstau-Boxen   | www.biogas-ratzka.de                                                            | на пазара            |
| натрупване         | прекъснат   | Folienschlauch  | www.ag-bag.com                                                                  | на пазара            |

## Биохимични процеси
Биохимичните процеси протичат в четири основни етапа: хидролиза на полимерите до прости захари, аминокиселини и мастни киселини; преобразуването им в киселини; по-нататъшното им метаболизиране до оцетна киселина и в последния етап – образуване на метан (фигура 1).

## Приложения
В зависимост от произведеното количество и техническите възможности, биогазът има потенциал за широк диапазон употреба при производството на енергия (фигура 2).

## Съхранение и приложение на остатъците от ферментацията
Съхранението на остатъците след ферментацията е важен момент при правилното стопнисване на биогазовите инсталации. То се извършва във водонепромокаеми басейни, които могат да бъдат изградени под или над земята. Размерите им трябва да се изчислят с капацитет на съхранение от най-малко 6 месеца, за зимния сезон. Освен това трябва да бъдат предвидени 20 свободни сантиметра от ръба на стената, а при открити хранилищни басейни и допълнителни 30 свободни сантиметра за дъждовна вода. Ферментационните остатъци от биогазовата инсталция се характеризират с по-високо съдържание на амоний. Поради по-високия pH се стимулира орделянето му под формата на амоняк в атмосферата. Като цяло откритите хранилищни басейни могат да доведат до проблеми с емисиите на газове, като например остатъчен метан. При правилно и напълно протекла ферментация не би трябвало да се отделят неприятни миризми. Бетонните части на басейна трябва да се обработят за киселинна защита или да се използва емаелирана или неръждаема стомана. След подходяща преработка, остатъците от ферментацията се използват за торене (фигура 3).